# 小行星7595
小行星7595（英語：7595 Vaxjo）是一颗围绕太阳公转的小行星。1993年3月21日，UESAC在拉西拉天文台发现了此天体。
这颗小行星的绝对星等为236.7031829161558等。